# Palaeotextularioidea
Palaeotextularioidea, tradicionalmente denominada Palaeotextulariacea, es una superfamilia de foraminíferos del suborden Fusulinina y del orden Fusulinida. Si Palaeotextularioidea se restringe tan solo a la familia Palaeotextulariidae, abarcaría desde el Tournaisiense (Carbonífero inferior) hasta el Lopingiense (Pérmico superior).

## Discusión
Clasificaciones más recientes incluyen Palaeotextularioidea en el suborden Endothyrina, del orden Endothyrida, de la subclase Fusulinana y de la clase Fusulinata.

## Clasificación
Palaeotextularioidea incluye a las siguientes familias:
- Familia Semitextulariidae
- Familia Palaeotextulariidae
- Familia Biseriamminidae

Clasificaciones más recientes han elevado Biseriamminidae y Semitextulariidae a la categoría de superfamilia, es decir, superfamilias Biseriamminoidea y Semitextularioidea, y esta última la han reasignado al orden Earlandiida.